# Thủ tướng New Zealand
Thủ tướng New Zealand (Te pirimia o Aotearoa) là người đứng đầu chính phủ của New Zealand. Christopher Luxon, lãnh đạo Đảng Quốc gia New Zealand, là thủ tướng New Zealand đương nhiệm, nhậm chức vào ngày 27 tháng 11 năm 2023.
Thủ tướng (gọi tắt là PM) là bộ trưởng cấp cao nhất của chính phủ và có nhiệm vụ chủ trì phiên họp Nội các; phân công các bộ trưởng; đóng vai trò là người phát ngôn của chính phủ; tư vấn cho quân chủ và toàn quyền; và điều hành Văn phòng Thủ tướng và Nội các có trụ sở tại Nhà Tổ ong ở Wellington.
Chức vụ thủ tướng tồn tại theo một quy ước lâu đời, bắt nguồn từ Vương quốc Liên hiệp Anh và Ireland, là cựu mẫu quốc của New Zealand. Trong trường hợp khuyết thủ tướng thì toàn quyền bổ nhiệm thủ tướng trong số những người có thể giành được sự tín nhiệm của Viện Dân biểu, thường là lãnh đạo nghị trường của đảng lớn nhất trong Viện Dân biểu. Thủ tướng và Nội các chịu trách nhiệm tập thể trước toàn quyền, Viện Dân biểu, đảng của mình và là cử tri cả nước.
New Zealand đã có 42 thủ tướng (39 nam và ba nữ). Henry Sewell là thủ tướng đầu tiên, nhậm chức vào ngày 7 tháng 5 năm 1856, và cũng thủ tướng đương nhiệm ngắn nhất với nhiệm kỳ chỉ hai tuần. Thủ tướng giữ chức vụ lâu nhất là Richard Seddon với nhiệm kỳ hơn 13 năm.

## Bổ nhiệm và nhiệm kỳ
Thủ tướng do toàn quyền bổ nhiệm thay mặt quốc vương, giống như những bộ trưởng khác. Theo chế độ chính phủ trách nhiệm, toàn quyền bổ nhiệm người có thể giành được sự tín nhiệm của Nghị viện làm thủ tướng căn cứ vào kết quả tổng tuyển cử và các cuộc thảo luận với các đảng. Trên thực tế, thủ tướng thường là lãnh đạo nghị trường của đảng lớn nhất trong số những đảng tham gia chính phủ. Thủ tướng lãnh đạo một chính phủ liên hiệp hoặc một chính phủ thiểu số tùy thuộc ở sự ủng hộ từ các đảng nhỏ trong các cuộc bỏ phiếu tín nhiệm và ngân sách.

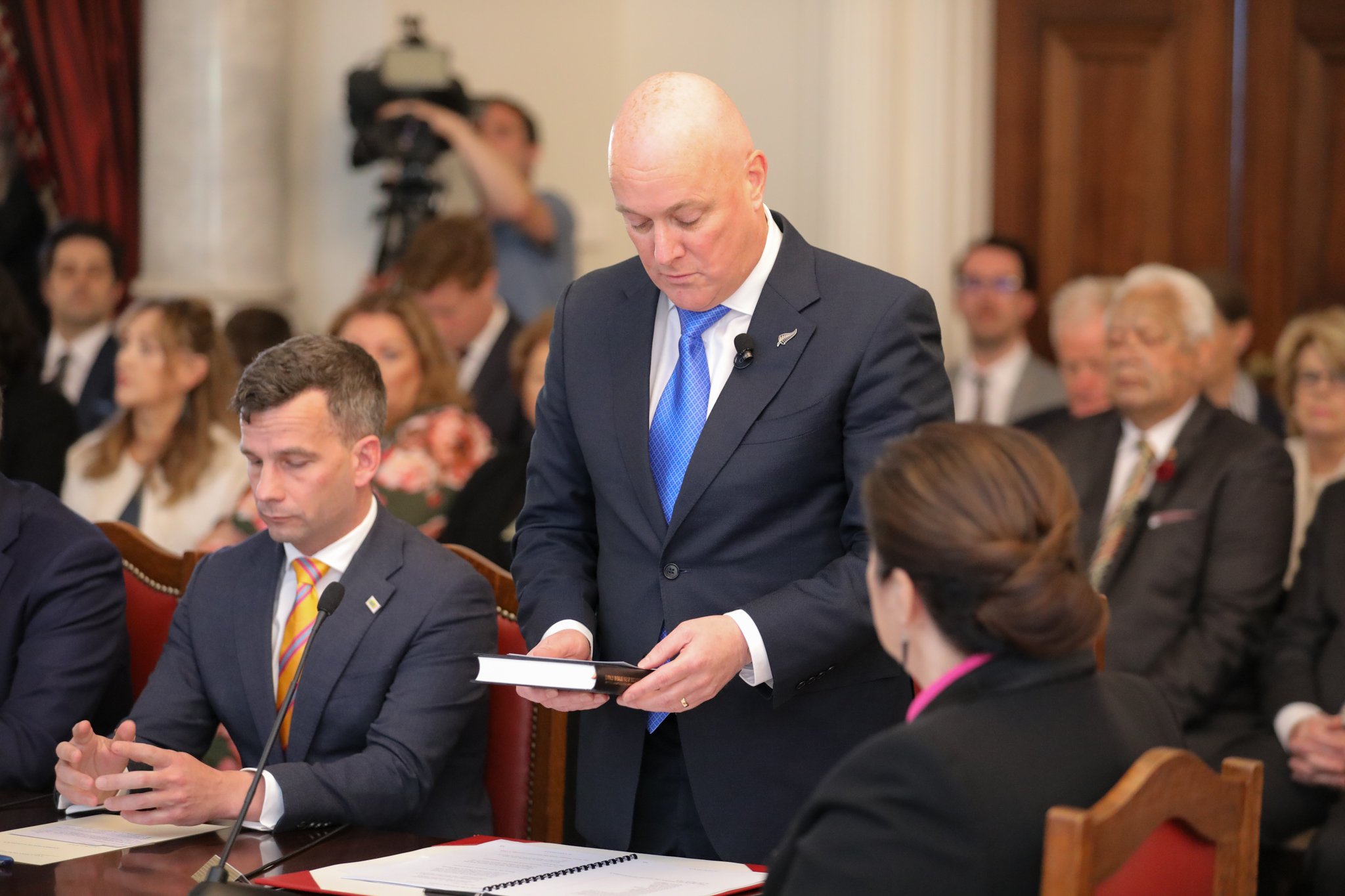
Christopher Luxon đọc Lời thề trung thành, ngày 27 tháng 11 năm 2023

Sau khi được toàn quyền bổ nhiệm và tuyên thệ nhậm chức, thủ tướng giữ chức vụ cho đến khi bị miễn nhiệm, từ chức hoặc qua đời. Giống như những bộ trưởng khác, thủ tướng giữ chức vụ "tùy hứng toàn quyền", tức về mặt lý thuyết có thể bị toàn quyền miễn nhiệm thủ tướng bất cứ lúc nào nhưng thông lệ giới hạn những trường hợp mà toàn quyền có thể miễn nhiệm thủ tướng. Toàn quyền có thể thực hiện các quyền hạn dự phòng để miễn nhiệm thủ tướng trong một số trường hợp, như khi chính phủ bị Viện Dân biểu bỏ phiếu bất tín nhiệm.
Khi thủ tướng và chính phủ không còn được Viện Dân biểu tín nhiệm do bị bỏ phiếu bất tín nhiệm hoặc thất cử trong cuộc tổng tuyển cử thì phải nộp đơn từ chức lên toàn quyền. Luật Hiến pháp 1986 quy định tổng tuyển cử phải được tổ chức ba năm một lần, giới hạn nhiệm kỳ của thủ tướng là ba năm.

## Nhiệm vụ và quyền hạn

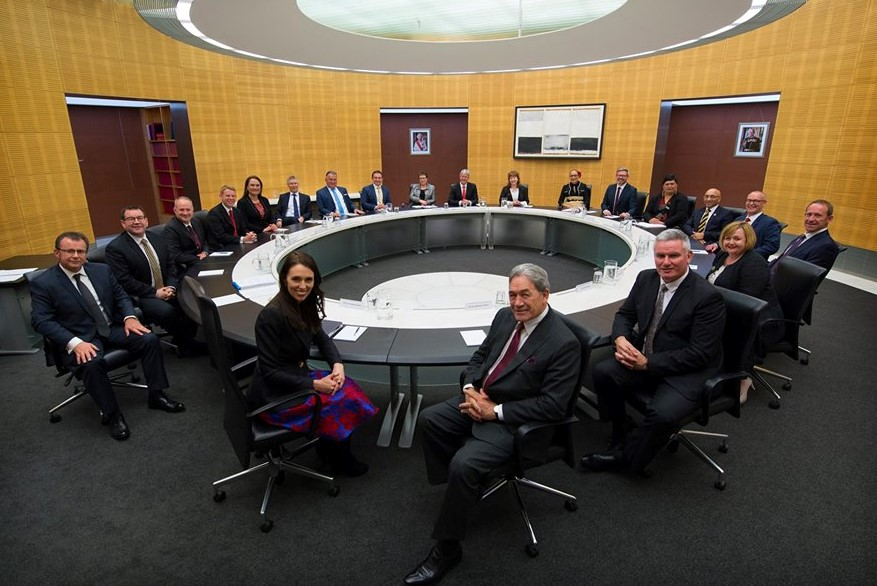
Thủ tướng Jacinda Ardern (phía trước, bên trái của trung tâm) chủ trì phiên họp Nội các đầu tiên, 2017.

Chức vụ thủ tướng không được quy định tại luật thành văn mà tồn tại theo các quy ước hiến pháp bất thành văn bắt nguồn từ Anh. Nguyên tắc cơ bản của chế độ chính trị New Zealand là thủ tướng và các bộ trưởng phải có sự tín nhiệm của Viện Dân biểu, là đơn viện dân cử của Nghị viện New Zealand. Thủ tướng là người đứng đầu Nội các (bản thân nó là một cơ quan tồn tại theo quy ước) và có nhiệm vụ phối hợp hoạt động của Nội các.

### Quyền đề nghị quốc vương
Theo quy ước hiến pháp, thủ tướng có quyền tư vấn cho quốc vương. Miễn là thủ tướng được Nghị viện tín nhiệm, thủ tướng có quyền đề nghị quốc vương:
- bổ nhiệm hoặc triệu hồi toàn quyền[d]
- sửa đổi Sắc lệnh thành lập chức vụ toàn quyền, gần đây nhất được sửa đổi vào năm 2006
- tặng thưởng huân chương, huy chương, các giải thưởng, danh hiệu của New Zealand (trừ các danh hiệu do quốc vương đích thân tặng)

### Quyền đề nghị toàn quyền
Là người đứng đầu chính phủ, thủ tướng có quyền đề nghị toàn quyền:
- bổ nhiệm, miễn nhiệm hoặc chấp nhận đơn từ chức của các bộ trưởng[3]
- giải tán Nghị viện và ban hành lệnh tổng tuyển cử.[e][3] Toàn quyền có thể từ chối giải tán Nghị viện nếu thủ tướng đã bị bỏ phiếu bất tín nhiệm (một trong những quyền hạn dự phòng của toàn quyền). Tính đến  năm 2023, trường hợp này chưa xảy ra.[13]

### Người đứng đầu chính phủ
Được coi là "primus inter pares", thủ tướng là chức danh cao cấp nhất trong chính phủ nhưng cũng phải chấp hành quyết định của Nội các theo nguyên tắc trách nhiệm tập thể nội các. Thủ tướng phần lớn không trực tiếp ra lệnh mà thực hiện quyền hạn thông qua những phương tiện khác, chẳng hạn như:
- xác định chương trình nghị sự của Nội các[3][f]
- bổ nhiệm, miễn nhiệm và phân công các bộ trưởng[g]
- tư cách là lãnh đạo của đảng lớn nhất cho phép thủ tướng trực tiếp kiểm soát cấp dưới hiệu quả hơn so với vai trò thủ tướng
- vai trò trung tâm của thủ tướng trong hầu hết các quyết định quan trọng và quyền phê bình quyết định nào của những bộ trưởng khác

Kể từ khi hệ thống đầu phiếu đại diện tỷ lệ thành viên hỗn hợp được thiết lập vào năm 1996, ảnh hưởng của các đảng nhỏ trong một chính phủ liên hiệp đã tăng lên, hạn chế quyền hạn của thủ tướng.

### Những vai trò khác
Thủ tướng có thể kiêm nhiệm phụ trách các lĩnh vực ưu tiên. Vào thế kỷ 19, thủ tướng thường kiêm nhiệm thư ký thuộc địa và bộ trưởng tài chính. Khi New Zealand ngày càng phát triển, trách nhiệm của bộ trưởng tài chính trở nên quá lớn để thủ tướng xử lý. Thủ tướng Robert Muldoon bị chỉ trích là tập trung quyền hạn vì kiêm nhiệm bộ trưởng tài chính.
Trước năm 1987, thủ tướng thường kiêm nhiệm bộ trưởng Bộ Ngoại giao để thay mặt New Zealand về đối ngoại. Các thủ tướng gần đây thường điều hành các bộ mà họ quan tâm hoặc để thúc đẩy các lĩnh vực cụ thể mà họ cho là quan trọng. Ví dụ, David Lange kiêm nhiệm bộ trưởng Bộ Giáo dục trong nhiệm kỳ thứ hai của mình; Helen Clark kiêm nhiệm bộ trưởng Bộ Nghệ thuật, Văn hóa và Di sản; John Key kiêm nhiệm bộ trưởng Bộ Du lịch; và Jacinda Ardern kiêm nhiệm bộ trưởng giảm nghèo trẻ em.
Tuy thường không phải là bộ trưởng Bộ Ngoại giao những thủ tướng vẫn chịu trách nhiệm đón tiếp các nguyên thủ quốc gia nước ngoài, thăm các lãnh đạo nước ngoài và tham dự Hội nghị các người đứng đầu chính phủ Khối thịnh vượng chung.
Theo thông lệ, thủ tướng phụ trách điều hành Văn phòng Thủ tướng và Nội các, là cơ quan có nhiệm vụ giúp Nội các thực hiện chương trình nghị sự chính sách thông qua tư vấn chính sách và phối hợp việc thi hành các chương trình chính phủ quan trọng.
Trước năm 2014, thủ tướng cũng phụ trách điều hành Cục An ninh Tình báo New Zealand và Cục An ninh truyền thông Chính phủ. Năm 2014, Thủ tướng John Key đảm nhiệm điều hành Bộ An ninh quốc gia và Tình báo và phân công những bộ trưởng khác điều hành hai cục kia. Key cũng tăng cường vai trò của Văn phòng Thủ tướng và Nội các trong an ninh quốc gia và tình báo. Mô hình này được các thủ tướng tiếp theo duy trì.

## Đặc quyền

### Lương bổng
Luật Cục Quản lý lương bổng 1977 và Luật Nghị sĩ (Lương bổng và Dịch vụ) 2013 quy định mức lương của thủ tướng do Cục Quản lý lương bổng xác định mỗi năm, là một cơ quan độc lập do Nghị viện thành lập để xác định mức lương của các nghị sĩ và những quan chức khác. Lương của các nghị sĩ bị cắt giảm tạm thời trong đại dịch COVID-19. Tính đến  năm 2024, mức lương của thủ tướng là 484,200 đô la New Zealand. Ngoài ra, giống như những bộ trưởng và nghị sĩ khác, thủ tướng và gia đình của thủ tướng mỗi năm được trợ cấp chi phí đi lại và ăn ở.

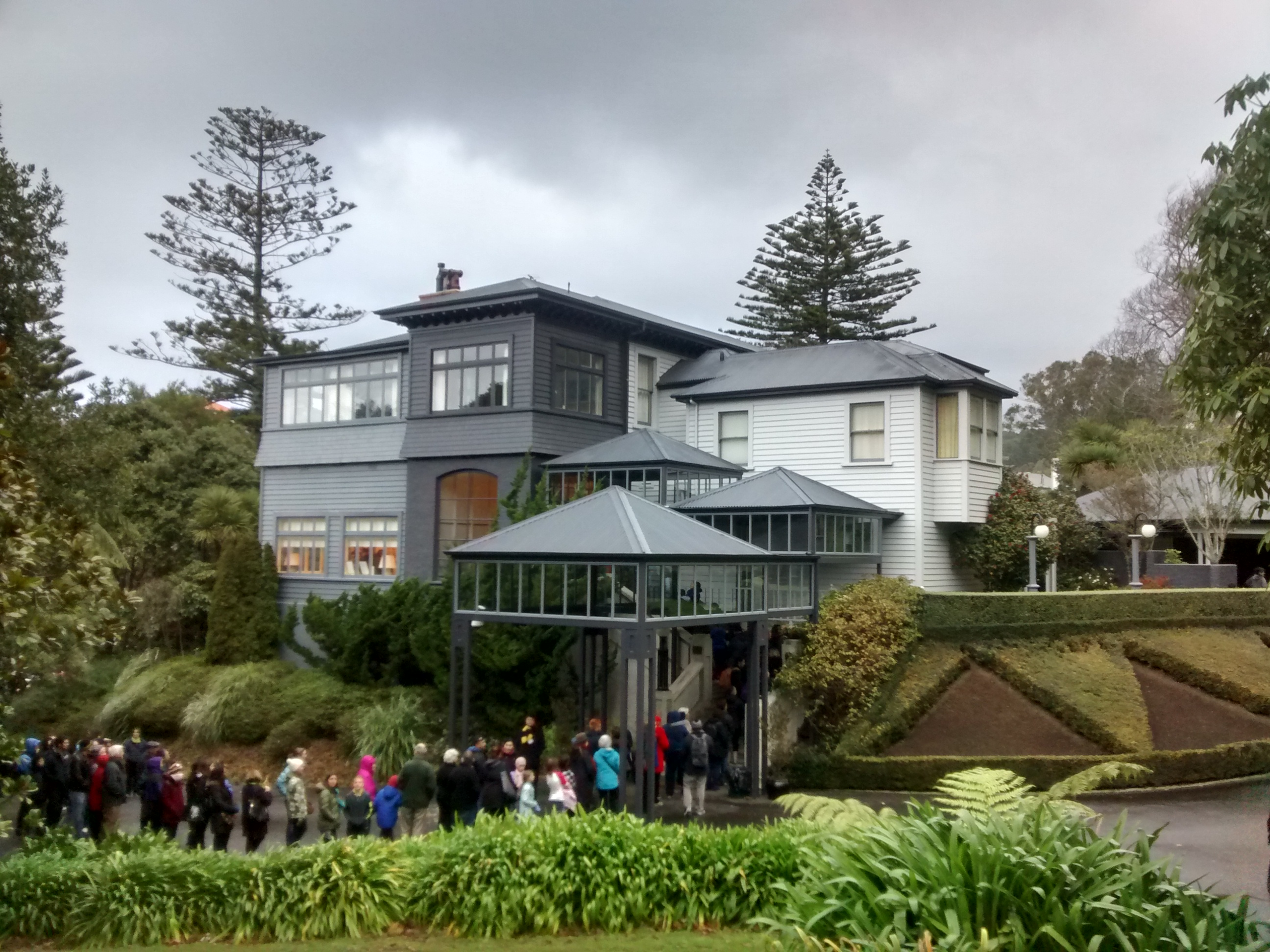
Phủ Thủ tướng ở Wellington là nơi ở chính thức của thủ tướng.

Phủ Thủ tướng trên Đường Tinakori tại Wellington là nơi ở chính thức của thủ tướng, là nơi thủ tướng tổ chức tiệc chiêu đãi và sự kiện cho khách New Zealand và khách nước ngoài. Khác với nơi ở của một số người đứng đầu chính phủ khác (ví dụ như Nhà Trắng và số 10 phố Downing), Phủ Thủ tướng không phải là trụ sở chính phủ mà là Nhà Tổ ong trong Khu trụ sở Nghị viện. Văn phòng Thủ tướng và Nội các giúp thủ tướng thực hiện nhiệm vụ, trong khi Văn phòng riêng của Thủ tướng tư vấn và hỗ trợ thủ tướng về các vấn đề đảng.
Thủ tướng được trao danh hiệu "Quý ngài rất đáng kính" khi nhậm chức và được giữ danh hiệu này suốt đời. Trong văn bản, hình thức xưng hô của thủ tướng như sau: Quý ngài rất đáng kính [họ tên], [phẩm hàm], Thủ tướng New Zealand. Theo truyền thống, thủ tướng sẽ được quốc vương phong tước hiệp sĩ hoặc tước quý bà sau khi hết nhiệm kỳ. Hai thủ tướng đã được phong tước hiệp sĩ khi đang giữ chức vụ (ngài Keith Holyoake vào năm 1970 và ngài Robert Muldoon vào năm 1983).

### An ninh và di chuyển
Cục Bảo vệ nhân vật quan trọng thuộc Cảnh sát New Zealand có nhiệm vụ bảo vệ thủ tướng, gia đình của thủ tướng, những quan chức cấp cao khác và các nhà ngoại giao.
Cục Bảo vệ nhân vật quan trọng cung cấp phương tiện di chuyển cho thủ tướng. Xe công vụ của thủ tướng là BMW 7 Series 750LI bọc thép và 730LD. Đối với chuyến bay nội địa, thủ tướng thường bay trên các chuyến bay theo lịch trình của Air New Zealand nhưng cũng sử dụng chuyên cơ của Không quân Hoàng gia New Zealand, thường là Boeing 757 được nâng cấp với các trạm làm việc, cầu thang máy bay và máy móc liên lạc quân sự. Boeing 757 cũng được sử dụng cho chuyến bay quốc tế. Đội bay 757 dự kiến sẽ được thay thế vào năm 2028.

### Hậu nhiệm kỳ
Nguyên thủ tướng được hưởng trợ cấp hưu trí và chi phí đi lại suốt đời. Nguyên thủ tướng giữ chức vụ ít nhất hai năm được hưởng mức lương hưu hàng năm là 10,900 đô la cho mỗi năm trọn vẹn mà người đó giữ chức vụ, với mức lương hưu tối đa là 54,500 đô la hàng năm. Nguyên thủ tướng được trợ cấp chi phí đi lại trong New Zealand nếu mục đích của chuyến đi là để thực hiện các trách nhiệm của vai trò nguyên thủ tướng.
Một thủ tướng đương nhiệm hoặc nguyên thủ tướng mà qua đời thì sẽ được tổ chức tang lễ cấp quốc gia nếu được gia đình chấp thuận. Hai thủ tướng qua đời khi đang giữ chức vụ được chôn cất trong lăng mộ: William Massey được chôn cất tại Đài tưởng niệm Massey tại Wellington, Michael Joseph Savage được chôn cất tại Đài tưởng niệm Savage ở Bastion Point tại Auckland.

## Lịch sử

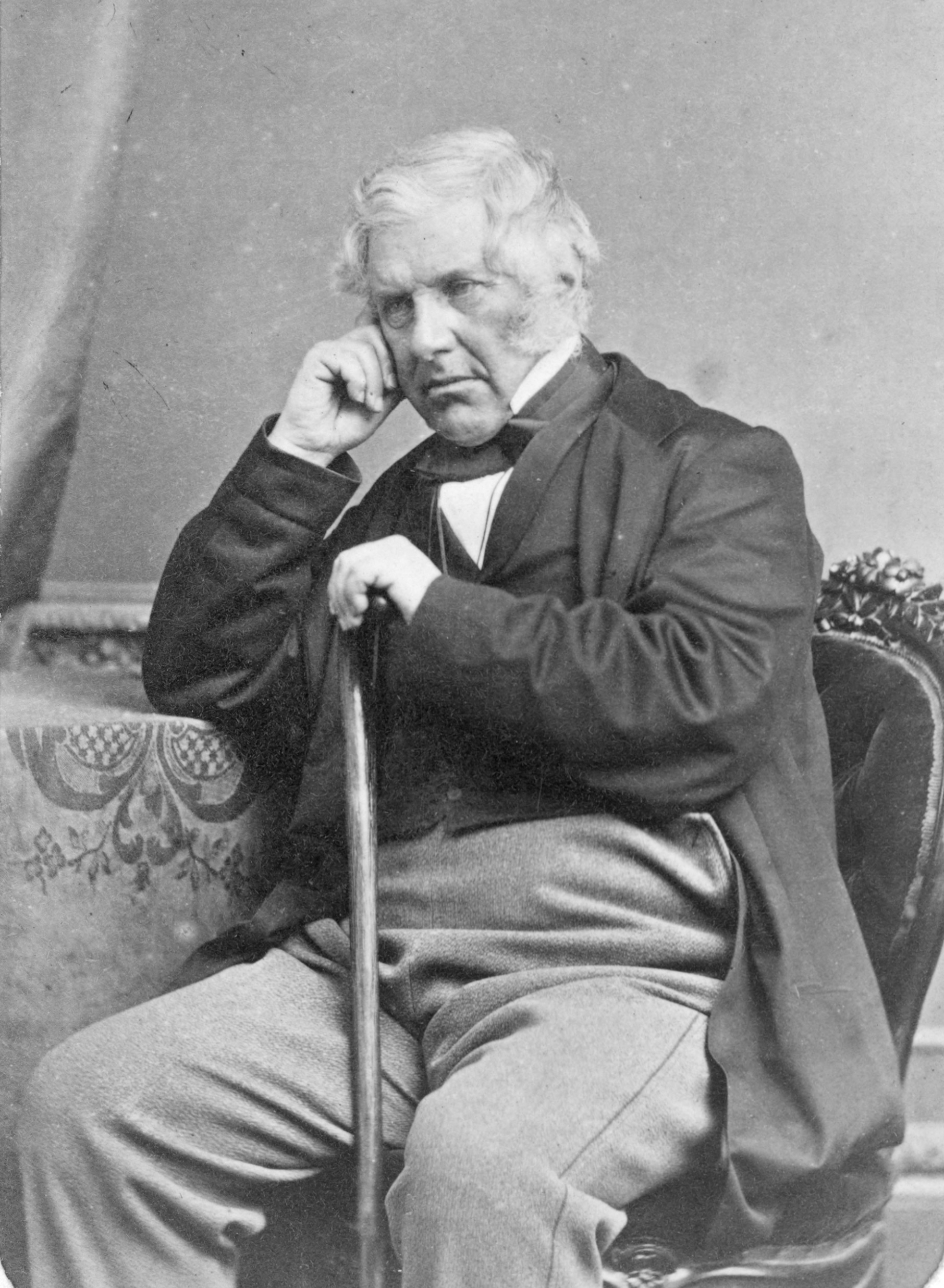
Henry Sewell, được coi là thủ tướng đầu tiên của New Zealand

New Zealand đã có 42 thủ tướng kể từ khi chức vụ được thành lập nếu coi Henry Sewell là thủ tướng đầu tiên. Một số thủ tướng đã giữ chức vụ hơn một nhiệm kỳ, William Fox và Harry Atkinson là thủ tướng giữ chức vụ số nhiệm kỳ cao nhất với bốn nhiệm kỳ. Richard Seddon là thủ tướng giữ chức vụ lâu nhất với tổng thời gian nhiệm kỳ là 13 năm. Henry Sewell là thủ tướng giữ chức vụ trong thời gian ngắn nhất với duy nhất một nhiệm kỳ kéo dài 14 ngày. Harry Atkinson là thủ tướng có một nhiệm kỳ bất kỳ ngắn nhất với nhiệm kỳ thứ ba chỉ kéo dài bảy ngày, nhưng tổng thời gian giữ chức vụ của Atkinson lâu hơn của Sewell. Edward Stafford là thủ tướng trẻ tuổi nhất, được bổ nhiệm làm vào năm 1856 khi mới 37 tuổi. Walter Nash là thủ tướng lớn tuổi nhất, được bổ nhiệm vào năm 1957 khi đã 75 tuổi và hết nhiệm kỳ vào năm 1960 khi đã 78 tuổi.
Tất cả các thủ tướng New Zealand cho đến nay đều là người da trắng gốc Âu, phần lớn là người gốc Anh và Ireland. Đã có những suy đoán rằng Norman Kirk (thủ tướng từ năm 1972 đến năm 1974) là người Māori và có tổ tiên là người Ngāi Tahu nhưng ông chưa bao giờ xác nhận điều này và không có bằng chứng nào chứng minh điều này.
New Zealand là một trong số ít quốc gia có ba người đứng đầu chính phủ là phụ nữ và là một trong ba quốc gia duy nhất có hai phụ nữ liên tiếp làm người đứng đầu chính phủ. Jenny Shipley của Đảng Quốc gia New Zealand là nữ thủ tướng đầu tiên, kế nhiệm Jim Bolger vào cuối năm 1997. Helen Clark là nữ thủ tướng thứ hai, kế nhiệm Shipley vào năm 1999. Jacinda Ardern là nữ thủ tướng thứ ba và nữ lãnh đạo thứ hai của Đảng Lao động New Zealand sau Clark, được bổ nhiệm vào năm 2017.

### Thời kỳ đầu
Khi Thuộc địa New Zealand được thành lập vào năm 1841, người đứng đầu thuộc địa là một thống đốc do Bộ Thuộc địa Anh bổ nhiệm. New Zealand được trao quyền tự quản vào năm 1853 theo Luật Hiến pháp New Zealand 1852 và Nghị viện khóa I họp lần đầu tiên vào ngày 24 tháng 5 năm 1854.
Tháng 4 năm 1856, Henry Sewell là người đầu tiên được bổ nhiệm làm thư ký thuộc địa, một chức vụ tương đương với bộ trưởng nội vụ lãnh đạo chính phủ. Người kế nhiệm ông, William Fox, cũng được giao vai trò lãnh đạo chính phủ nhưng không được bổ nhiệm làm thư ký thuộc địa. Khi Frederick Weld được bổ nhiệm vào chức vụ lãnh đạo chính phủ vào năm 1864, chức danh "premier" xuất hiện lần đầu tiên. Người kế nhiệm Weld, Edward Stafford, đổi chức danh này thành "bộ trưởng thứ nhất" trong thời gian ngắn, nhưng chức danh này được đổi lại thành premier trong nhiệm kỳ thứ hai của Fox vào năm 1869. Từ thời điểm đó, tên gọi "thủ tướng" được sử dụng gần như trong suốt phần còn lại của thế kỷ 19. Tuy nhiên, Nghị viện vào năm 1873 có quy định về mức lương của người đứng đầu chính phủ "là thủ tướng".
Ban đầu, thủ tướng chỉ đóng vai trò tư vấn cho thống đốc. Điều này bắt đầu thay đổi trong nhiệm kỳ đầu tiên của Edward Stafford. Stafford họp với các bộ trưởng và đưa ra quyết định bên ngoài Hội đồng Hành chính (do thống đốc chủ trì), thiết lập quy ước hiện đại về nội các. Stafford cũng không tranh giành quyền xử lý các vấn đề người Māori với thống đốc mà sau cùng thuộc về thủ tướng.

### Thời kỳ đảng

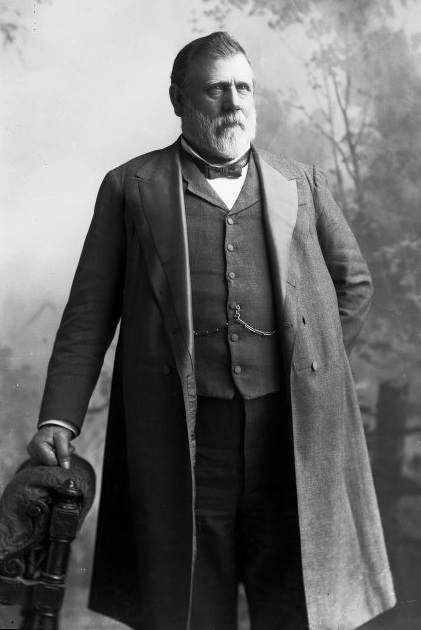
Richard Seddon tự phong là "thủ tướng" vào đầu thế kỷ 20

Thủ tướng ban đầu không có sự ủng hộ có tổ chức mà chỉ dựa trên các phe phái lợi ích cá nhân nên không cầm quyền được lâu. Vị thế của thủ tướng được củng cố nhờ sự hình thành của các đảng. Năm 1891, Thủ tướng John Ballance thành lập Đảng Tự do, là đảng chính thức đầu tiên ở New Zealand. Năm 1909, William Massey thành lập Đảng Cải cách bảo thủ, là đảng đối lập thực sự đầu tiên trong Nghị viện. Sau đó, quyền lực chính trị tập trung vào các đảng. Các thủ tướng tiếp theo đến từ Đảng Cải cách, Đảng Thống nhất, Đảng Lao động và Đảng Quốc gia. Hệ thống đảng phái và sự kỷ luật đảng giúp thủ tướng thông qua luật tại Viện Dân biểu ngay cả khi chính phủ không có đa số tại Nghị viện. Năm 1893, thủ tướng được trao quyền hạn chế thời hạn bổ nhiệm vào Hội đồng Lập pháp.
Từ năm 1900, Richard Seddon, người đứng đầu chính phủ đương nhiệm, sử dụng tên gọi "prime minister", được thể hiện trong Niên giám chính thức của New Zealand năm 1900. William Hall-Jones, người kế nhiệm Seddon, là người đầu tiên được bổ nhiệm làm "thủ tướng" vào năm 1906.
Tuy quyền hạn ngày càng gia tăng nhưng thủ tướng vẫn bị giới hạn bởi nhu cầu xây dựng sự đồng thuận với các thành viên cấp cao khác của Nội các và đảng cầm quyền, bao gồm những đại diện cho các phe phái của đảng. Những thể chế khác, bao gồm cả Nghị viện và bộ máy quan liêu, cũng hạn chế quyền hạn của thủ tướng. Năm 1912, Thomas Mackenzie là thủ tướng cuối cùng mất chức thông qua một cuộc lấy phiếu tín nhiệm thất bại tại Viện Dân biểu.

### Thời kỳ hiện đại
Trong Chiến tranh thế giới thứ nhất, thủ tướng New Zealand bắt đầu tham gia trực tiếp vào việc cai trị Đế quốc Anh. Trước đây, các thủ tướng New Zealand tham dự các hội nghị thuộc địa và đế quốc nhưng vẫn phải liên lạc với Anh thông qua thống đốc (một chức vụ do chính phủ Anh bổ nhiệm vào thời điểm đó). Năm 1917, Thủ tướng Anh David Lloyd George đề nghị thủ tướng New Zealand tham gia Nội các Chiến tranh Đế quốc, là cơ quan phối hợp chiến sự của Đế quốc Anh. Năm 1919, Thủ tướng William Massey thay mặt New Zealand ký Hòa ước Versailles, báo hiệu sự độc lập của New Zealand trong Đế quốc Anh, mặc dù Massey là một người đế quốc chủ nghĩa nhiệt thành.
Các quy ước hiến pháp được thông qua tại Hội nghị Đế quốc vào năm 1930 làm tăng uy tín trong nước và quốc tế của thủ tướng. Đạo luật Westminster 1931 khẳng định rằng các lãnh thổ tự trị có độc quyền làm luật. New Zealand ban đầu phản đối quy chế tự chủ và không thông qua đạo luật cho đến năm 1947. Chính sách đối ngoại của New Zealand trở nên độc lập. Trong thập niên 1940, uy tín của thủ tướng tăng lên khi New Zealand ký kết một số điều ước quốc tế. Năm 1967, Keith Holyoake trở thành thủ tướng New Zealand đầu tiên đề cử ứng cử viên toàn quyền mà không tham khảo ý kiến của chính phủ Anh. Holyoake đề nghị bổ nhiệm Arthur Porritt làm toàn quyền, là toàn quyền đầu tiên sinh ra ở New Zealand.

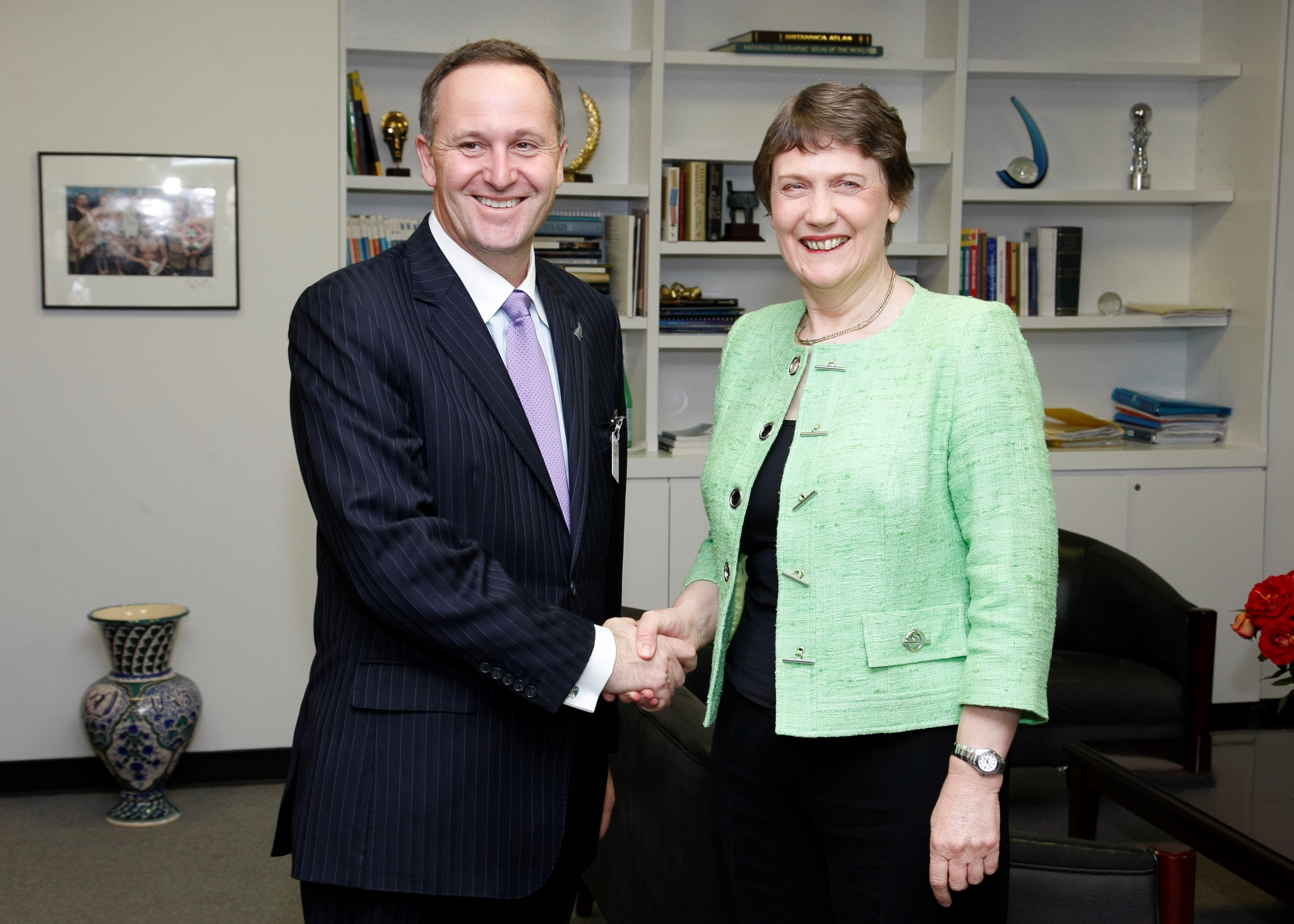
John Key, thủ tướng thứ 38, và, Helen Clark, thủ tướng thứ 37 của New Zealand, năm 2009.

Từ khi hệ thống đầu phiếu đại diện tỷ lệ thành viên hỗn hợp được thiết lập vào năm 1996, các thủ tướng bắt đầu phải lãnh đạo các chính phủ thiểu số. Ví dụ: Thủ tướng Helen Clark (1999–2008) của Đảng Lao động New Zealand lãnh đạo một chính phủ thiểu số nhờ một loạt các thỏa thuận tín nhiệm và ngân sách với năm đảng nhỏ.
Trước thời thủ tướng Helen Clark, các nghị sĩ, thành viên chính phủ và thẩm phán cấp cao—bao gồm cả thủ tướng—theo thông lệ được bổ nhiệm vào Cơ mật viện Anh và được trao danh hiệu "Quý ngài rất đáng kính". Thông lệ này cùng với tước hiệu hiệp sĩ và tước hiệu quý bà trong hệ thống khen thưởng hoàng gia New Zealand bị bãi bỏ vào năm 2000. Năm 2008, John Key của Đảng Quốc gia New Zealand trở thành thủ tướng và khôi phục các tước hiệu nhưng không tiếp tục việc bổ nhiệm vào Cơ mật viện; Key được phong danh hiệu "Quý ngài". Từ ngày 3 tháng 8 năm 2010, thủ tướng, toàn quyền, chủ tịch Viện Dân biểu và chánh án được trao danh hiệu "Quý ngài rất đáng kính" khi được bổ nhiệm.
Ngày 21 tháng 6 năm 2018, Thủ tướng Jacinda Ardern của Đảng Lao động trở thành thủ tướng đầu tiên của New Zealand (và người đứng đầu chính phủ dân cử thứ hai trên thế giới) sinh con khi đang giữ chức vụ. Ardern cũng là thủ tướng đầu tiên lãnh đạo một chính phủ đa số một đảng kể từ khi hệ thống đại diện tỷ lệ thành viên hỗn hợp được thiết lập.

## Phó thủ tướng
Chức danh phó thủ tướng đã tồn tại từ năm 1949. Phó thủ tướng thường phụ trách các bộ quan trọng và theo thông lệ sẽ giữ quyền thủ tướng trong trường hợp khuyết thủ tướng hoặc thủ tướng không làm việc được. Phó thủ tướng thường là thành viên của cùng một đảng với thủ tướng, nhưng trong chính phủ liên hiệp, lãnh đạo nghị trường của một đảng nhỏ có thể được bổ nhiệm làm phó thủ tướng. Winston Peters, lãnh đạo của New Zealand First, là phó thủ tướng kể từ ngày 27 tháng 11 năm 2023.

## Danh sách các thủ tướng New Zealand
- Danh sách nguyên thủ quốc gia và chính phủ đương nhiệm